# Муравлево (Щетинский сельсовет)
Муравлево — деревня в Курском районе Курской области России. Входит в состав Щетинского сельсовета.

## География
Деревня находится в центральной части Курской области, в пределах южной части Среднерусской возвышенности, в лесостепной зоне, на левом берегу реки Виногробли (левый приток реки Тускари), на расстоянии примерно 3 километров (по прямой) к северо-востоку от города Курска, административного центра района и области. Абсолютная высота — 184 метра над уровнем моря.
Улицы
В деревне улица Покровская.

### Климат
Климат характеризуется как умеренно континентальный, с относительно жарким летом и умеренно холодной зимой. Среднегодовая температура воздуха — 5,5 °С. Средняя температура воздуха самого тёплого месяца (июля) — 18,7 °C (абсолютный максимум — 37 °С); самого холодного (января) — −9,3 °C (абсолютный минимум — −35 °С). Безморозный период длится около 152 дней. Среднегодовое количество атмосферных осадков составляет 587 мм, из которых 375 мм выпадает в период с апреля по октябрь. Снежный покров образуется в первой декаде декабря и держится в среднем 125 дней.

### Часовой пояс
Деревня Муравлево, как и вся Курская область, находится в часовой зоне МСК (московское время). Смещение применяемого времени относительно UTC составляет +3:00.

## Население
| 2002 | 2010 |
| ---- | ---- |
| 176  | ↘163 |

### Половой состав
По данным Всероссийской переписи населения 2010 года в половой структуре населения мужчины составляли 50,3 %, женщины — соответственно 49,7 %.

### Национальный состав
Согласно результатам переписи 2002 года, в национальной структуре населения русские составляли 88 %.

## Инфраструктура
Личное подсобное хозяйство. В деревне 123 дома.

## Транспорт
Муравлево находится в 7 км от автодороги федерального значения Р298 (Курск — Воронеж — автомобильная дорога Р22 «Каспий»; часть европейского маршрута E 38), в 2 км от автодороги регионального значения 38К-016 (Курск — Касторное), на автодорогe межмуниципального значения 38Н-327 (38К-016 – Муравлево – Михайлово – Ноздрачево), в 2 км от ближайшей ж/д станции Ноздрачёво (линия Курск — 146 км).
В 129 км от аэропорта имени В. Г. Шухова (недалеко от Белгорода).